# Ian Rotten
John Benson Williams (né le 1er juin 1970 à Baltimore) est un catcheur (lutteur professionnel) et un promoteur de catch américain connu sous le nom de Ian Rotten.